# FK Trepča
FK Trepča (cyrylicą ФК Трепча) – kosowski klub piłkarski z Mitrowicy.

## Sukcesy
| \| \| Zdobyte trofea w rozgrywkach Jugosławii (stan na: rozpad Jugosławii) \| |                                                                      |      |          |
| Rozgrywki                                                                     | Osiągnięcie                                                          | Razy | Sezon(y) |
| Mistrzostwo                                                                   | I miejsce                                                            | -    |          |
| Mistrzostwo                                                                   | II miejsce                                                           | -    |          |
| Mistrzostwo                                                                   | III miejsce                                                          | -    |          |
| Puchar                                                                        | zdobywca                                                             | -    |          |
| Puchar                                                                        | finalista                                                            | 1    | 1978     |
| II liga                                                                       | I miejsce                                                            | 1    | 1977     |
| II liga                                                                       | II miejsce                                                           | -    |          |
| II liga                                                                       | III miejsce                                                          | -    |          |
|                                                                               | Zdobyte trofea w rozgrywkach Jugosławii (stan na: rozpad Jugosławii) |      |          |

## Stadion
Historycznym stadionem klubu jest Stadion Trepča w Kosowskiej Mitrowicy, jednak znajduje się on w części miasta opanowanej przez ludność albańską, dlatego Trepča rozgrywa domowe mecze w miejscowości Zvečan, gdzie przeważa ludność słowiańska.